# Waldemar Rial
Waldemar Rial Ferrari (Paso de los Toros, Tacuarembó, 1940 - ) es un baloncestista, dirigente y profesor uruguayo.

## Biografía
Comenzó su carrera deportiva en el Club Atlético Goes, de Montevideo, y alcanzó el seleccionado nacional donde permaneció aproximadamente 10 años. Concurrió a dos juegos olímpicos representando a Uruguay Roma 1960 y Tokio 1964, en ambos el seleccionado uruguayo se posicionó en el octavo lugar. Actualmente reside en Montevideo, donde ejerció la presidencia del Club Atlético Goes por dos períodos consecutivos.